# バロック騎士団
『バロック騎士団』（バロックナイツ、Baroque Knights）は、藤田麻貴による日本の漫画作品。
『月刊プリンセス』（秋田書店）にて2010年5月号より2013年5月号まで連載された。単行本は全8巻。

## あらすじ
各界のエリートを養成する名門校・斎華王学園に入学することになった筑波都。学園は、一度入ったら卒業まで外出も退学も許されないと知らされ、脱出を試みるもあえなく失敗。特別寮生になれば出られると知った都は、友人3人と共に大きな謎に包まれた学園の闇に挑む。

## 登場人物

### 主要人物
筑波 都（つくば みやこ）
突然斎華王学園高等部に入学できることになり、入学後に、父親が経営する会社が他人の手に渡り、学費免除の手続きも知らない間に済まされていることを知る。
毒舌で手が出るのも早く、やられる前にやる、やられたら倍返しが鉄則。幼い頃、3日間ほど行方不明になったことがある。普通の人には見えない光のようなものが見える力を持っていたが、一時期消失、学園に来て再び見え始める。
立花 上総（たちばな かずさ）
都と同じく、高等部から入学生。都とは初対面時に一悶着あり、以後、犬扱いされる羽目になる。
野宮 千沙子（のみや ちさこ）
都のルームメイト。上総とはいとこ。初等科から学園にいる。
宇治（うじ）
都と同じく、高等部からの入学生。上総とは昔からの知り合い。上総のことを「ボン」と呼ぶ。クラッキングなどの技術を持っており、昔、政府のサイトに侵入し騒動を起こしたことがある。

### 執行部
葛城 理央（かつらぎ りお）
特別寮生。総代。都に「上に行けば外に出られる」と伝えた。都の目の力にも感づいているらしく、卒業まで気付かれないように忠告する。
小笠原（おがさわら）
2年生。執行部員。
四条（しじょう）
執行部員。美人。

### その他
茨木 智昭（いばらき ともあき）
特別寮生。問題児。特別寮の偵察を試みた都の前に突然現れ、都の首を絞める。
唐橋（からはし）
斎華王学園の教師。
朽木（くちき）
特別寮の寮長。
岡崎 ルイ（おかざき るい）
2年生。かつて執行部員に並ぶほど強い「力」を持っていたが、茨木と接触したことで不安定になってしまった。

## 用語
斎華王学園（さいかおうがくえん）
エリートの紳士淑女を養成する名門校として名を知られる。基本的に幼稚舎から大学部までエスカレーターで、厳しい審査に合格した編入生はかなり目立つ存在。
全寮制で、寮には門限があるほか、パス〈ID〉を携帯しなければ処罰の対象になるなど、厳しい寮規が定められている。学内には病院、ショッピングセンター、スポーツセンター、キャンプ場など何でも揃っており、街のような造りになっている。生徒は卒業まで外出は許されない。
特別寮（とくべつりょう）
表向きは、学業やスポーツなどトップレベルの人だけが入ることができるということになっているが、裏では奇妙な力を持つ子供を集めて育てている。校舎は一般クラスの生徒と同じだが、寮は校舎を挟んで左右に離れている。制服も一般クラスと異なっている。

## 書誌情報
- 藤田麻貴 『バロック騎士団』 秋田書店〈プリンセスコミックス〉 全8巻
  1. 2010年10月08日発売、ISBN 978-4-253-19164-7[1]
  2. 2011年03月08日発売、ISBN 978-4-253-19165-4[2]
  3. 2011年08月16日発売、ISBN 978-4-253-19167-8[3]
  4. 2012年02月16日発売、ISBN 978-4-253-19169-2[4]
  5. 2012年06月15日発売、ISBN 978-4-253-19170-8[5]
  6. 2012年10月16日発売、ISBN 978-4-253-19189-0[6]
  7. 2013年02月15日発売、ISBN 978-4-253-19190-6[7]
  8. 2013年06月14日発売、ISBN 978-4-253-19197-5[8]